# Eduard Ciulis
Eduard Ciulis (30. září 1927 – 24. února 2014 Prešov) byl slovenský fotbalový útočník.

## Hráčská kariéra
V československé lize hrál za Prešov, vstřelil 5 prvoligových branek.

### Prvoligová bilance
| Ročník             | Zápasy | Góly | Minuty | Klub              |
| ------------------ | ------ | ---- | ------ | ----------------- |
| I. liga 1950       | –      | 4    | –      | Dukla Prešov      |
| I. liga 1951       | –      | 1    | –      | Dukla ČSSZ Prešov |
| I. liga 1956       | 1      | 0    | 90     | Tatran Prešov     |
| CELKEM I. ČS. LIGA | –      | 5    | –      |                   |